# Tatevi Anapat
Tatevi Anapat (en armeni: Տաթեւի Անապատ, 'Ermita de Tatev') o Tatevi Metz Anapat (en armeni: Տաթեւի Մեծ Անապատ, 'Gran Ermita de Tatev') és un monestir armeni situat a la vall de Vorotan i la comunitat rural de Tatev, al Siunik, al sud d'Armènia. Es troba a prop del Monestir de Tatev.
L'ermita data dels segles XVII i XVIII, i es disposa al voltant de la seua església Sourp Astvatsatsin ('Santa Mare de Déu').

## Situació geogràfica
Tatevi Anapat es troba al sud d'Armènia, a Siunik. Es troba sota el monestir de Tatev, enmig d'un bosc.

## Història
L'ermita fou fundada al segle XVII (entre el 1660 i el 1668) pels monjos d'una altra ermita, Harants Anapat, destruïda per un terratrèmol el 1658. Els primers edificis en són l'església, les muralles i les cel·les monàstiques, mentre que la resta, inclòs el nàrtex, es van aixecar a la primera meitat del segle XVIII.
Ara abandonat, fou inclòs juntament amb el Monestir de Tatev a la llista provisional del Patrimoni de la Humanitat el 1995 amb el nom de "Monestirs de Tatev i Tatevi Anapat i zones adjacents de la vall de Vorotan" (criteris (i), (ii), (iv), (vi), (vii), (ix)).

## Edificis
Tatevi Anapat comprén l'església Sourp Astvatsatsin ('Santa Mare de Déu'), situada al sud-oest del conjunt i que consta de tres naus. La resta d'edificis són les cel·les, el refectori, els edificis funcionals i el gavit (nàrtex). Les muralles estan perforades per dues entrades, al sud i al nord.